# خالد بن طلال بن عبدالعزیز آل سعود
خالد بن طلال بن عبدالعزیز آل سعود (عربی: خالد بن طلال بن عبد العزیز آل سعود؛ زادهٔ ۱۰ ژانویهٔ ۱۹۶۲) یک شاهزاده بازرگان اهل عربستان سعودی است. وی برادر ولید بن طلال بن عبدالعزیز آل سعود است.

## انتقاد از برادرش ولید بن طلال
خالد به عنوان بخشی از جناح محافظه‌کار در خانواده سلطنتی عربستان، برادر خود شاهزاده ولید بن طلال را متهم به ترویج دروغ و نقض قوانین شریعت کرد. شاهزاده ولید که فرد لیبرالی محسوب می‌شود، صاحب چندین شبکهٔ تلویزیونی است که برنامه‌های تفریحی پخش می‌کند. خالد گفت از آنجا که توصیه‌های وی به برادرش برای تغییر نحوه رفتارش بلا اثر بوده او ناچار شده است این موضوع را آشکارا مطرح کند. خالد در یک وب‌سایت عربی گفت برادرش قصد داشته فیلم‌های سینمایی را در سینماهای عربستان به نمایش بگذارد و او بیشتر از این نمی‌توانسته خلافکاری‌های برادرش را تحمل کند. اشاره خالد به فیلمی بود که هزینه تهیه آن را شاهزاده ولید پرداخت کرده بود و با وجود مخالفت شدید فعالان اسلامی، سال گذشته این فیلم در عربستان به نمایش درآمد.